# Episodi di Stalk (seconda stagione)
La seconda stagione della serie televisiva francese Stalk, composta da 10 episodi, è stata distribuita sulla piattaforma online France.tv Slash l'8 ottobre 2021. In Italia la serie è stata distribuita su RaiPlay l'8 novembre 2021, dopo un'anteprima il 1º novembre al Cinema Astra in occasione del Lucca Comics & Games.
| nº | Titolo originale        | Titolo italiano            | Pubblicazione Francia | Pubblicazione Italia |
| -- | ----------------------- | -------------------------- | --------------------- | -------------------- |
| 1  | R.I.P Stalker's Hunters | RIP Cacciatori di Stalker  | 8 ottobre 2021        | 8 novembre 2021      |
| 2  | Sors de l'habitacle     | Scendi dalla mia macchina! | 8 ottobre 2021        | 8 novembre 2021      |
| 3  | El Capitan              | El Capitan                 | 8 ottobre 2021        | 8 novembre 2021      |
| 4  | Alma                    | Alma                       | 8 ottobre 2021        | 8 novembre 2021      |
| 5  | Montréal                | Montréal                   | 8 ottobre 2021        | 8 novembre 2021      |
| 6  | Diane Chasseresse       | Diana Cacciatrice          | 8 ottobre 2021        | 8 novembre 2021      |
| 7  | Moi Boynne, toi Clyde   | Io Bonny, tu Clyde         | 8 ottobre 2021        | 8 novembre 2021      |
| 8  | ENSI Us                 | ENSI US                    | 8 ottobre 2021        | 8 novembre 2021      |
| 9  | The White Duke          | Il Duca Bianco             | 8 ottobre 2021        | 8 novembre 2021      |
| 10 | Free Party              | Free Party                 | 8 ottobre 2021        | 8 novembre 2021      |

## RIP Cacciatori di Stalker
- Titolo originale: R.I.P. Stalker's Hunters
- Diretto da: Simon Bouisson
- Scritto da: Jean-Charles Paugam e Simon Bouisson
- Durata: 29 minuti

- Altri interpreti:

## Scendi dalla mia macchina!
- Titolo originale: Sors de l'habitacle
- Diretto da: Simon Bouisson
- Scritto da: Jean-Charles Paugam e Simon Bouisson
- Durata: 25 minuti

- Altri interpreti:

## El Capitan
- Titolo originale: El Capitan
- Diretto da: Simon Bouisson
- Scritto da: Jean-Charles Paugam e Simon Bouisson
- Durata: 31 minuti

- Altri interpreti:

## Alma
- Titolo originale: Alma
- Diretto da: Simon Bouisson
- Scritto da: Jean-Charles Paugam e Simon Bouisson
- Durata: 21 minuti

- Altri interpreti:

## Montréal
- Titolo originale: Montréal
- Diretto da: Simon Bouisson
- Scritto da: Jean-Charles Paugam e Simon Bouisson
- Durata: 29 minuti

- Altri interpreti:

## Diana Cacciatrice
- Titolo originale: Diana Chasseresse
- Diretto da: Simon Bouisson
- Scritto da: Jean-Charles Paugam e Simon Bouisson
- Durata: 22 minuti

- Altri interpreti:

## Io Bonnie, tu Clyde
- Titolo originale: Moi Boynne, toi Clyde
- Diretto da: Simon Bouisson
- Scritto da: Jean-Charles Paugam e Simon Bouisson
- Durata: 27 minuti

- Altri interpreti:

## ENSI US
- Titolo originale: ENSI Us
- Diretto da: Simon Bouisson
- Scritto da: Jean-Charles Paugam e Simon Bouisson
- Durata: 24 minuti

- Altri interpreti:

## Il Duca Bianco
- Titolo originale: The White Duke
- Diretto da: Simon Bouisson
- Scritto da: Jean-Charles Paugam e Simon Bouisson
- Durata: 24 minuti

- Altri interpreti:

## Free Party
- Titolo originale: Free Party
- Diretto da: Simon Bouisson
- Scritto da: Jean-Charles Paugam e Simon Bouisson
- Durata: 29 minuti

- Altri interpreti: